# Skagerrak

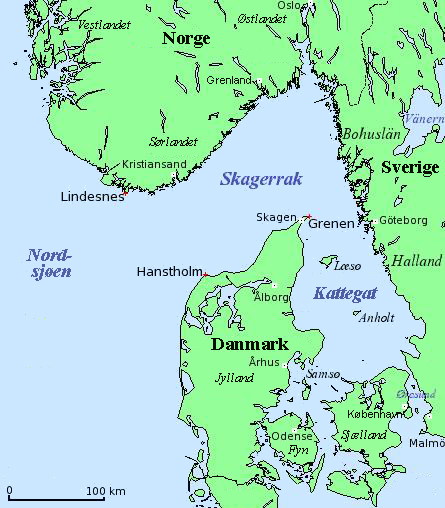
Skagerrak e Kattegat, i due bracci di mare fra Danimarca e Scandinavia.

Skagerrak è il canale naturale situato fra lo Jutland, in Danimarca, e la Norvegia e facente parte del mare del Nord.

## Geografia
Ha forma grossomodo triangolare è largo tra gli 80 e i 130 km e la profondità raggiunge i 700 metri in corrispondenza della fossa norvegese. Lo Skagerrak e il Kattegat (sul lato orientale della penisola dello Jütland) immettono negli stretti del grande Belt e del piccolo Belt e collegano il mare del Nord con il mar Baltico.

## Storia
Tra il 31 maggio e il 1º giugno del 1916 vi ebbe luogo la battaglia dello Jutland tra Germania e Inghilterra che fu la principale battaglia navale della prima guerra mondiale e costò la vita a oltre 8000 persone. Il controllo dello Skagerrak fu uno dei motivi che portarono all'invasione tedesca di Danimarca e Norvegia durante la seconda guerra mondiale.
Dal punto di vista geopolitico, è il principale punto di uscita per la flotta baltica della Russia, passaggio forzato per uscire nell'Oceano Atlantico; riveste perciò un'importanza fondamentale per la NATO. L'alternativa sarebbe infatti quella di sfruttare i 190 km di acque navigabili dal litorale di Kola fino al pack, per poi discendere lungo il Mare di Norvegia e superare le forche caudine del varco GIUK.

## Riserve naturali
Nello Skagerrak si mescolano le acque del mare del Nord con quelle meno saline del mar Baltico: queste condizioni creano un habitat favorevole per numerose specie marine e ne fanno un'area molto pescosa.